# Greening
Greening Group Global S.A. es una compañía multinacional española que opera en el sector de las energías renovables. Fue fundada en 2011 como un spin-off de la Universidad de Granada por Ignacio Salcedo, Manuel Mateos y Antonio Palacios. Tiene sede en la ciudad española de Granada.
Greening cuenta con tres líneas de negocio dedicadas a la generación, soluciones y la comercialización de energía renovable.

## Historia
Greening es una empresa española que nace en 2011 en Granada (España), especializada en el desarrollo y ejecución de proyectos de energías renovables.  La compañía fue fundada por los ingenieros Ignacio Salcedo, Manuel Mateos y Antonio Palacios y surgió como un spin-off de la Universidad de Granada.  
La empresa se caracteriza por su enfoque verticalmente integrado, abarcando desde el diseño de soluciones energéticas hasta la generación y comercialización de energía limpia, con operaciones en diferentes mercados internacionales de Europa, América y África. Destaca por su papel en la promoción del autoconsumo industrial.
Evolución
En 2023, Greening (antes Greening Group) experimentó un crecimiento significativo y consolidó su posición en el mercado. Durante la Junta General de Accionistas 2024, se aprobaron las cuentas anuales y se llevó a cabo un cambio de denominación social, pasando a llamarse Greening Group Global. Este cambio hace referencia a al crecimiento internacional de la compañía y como «la empresa está preparada para evolucionar su modelo hacia una plataforma renovable multitecnología». 
Greening presentó un nuevo plan estratégico para el periodo 2024-2026. Este plan se centra en la expansión de su cartera de proyectos de  generación de energía renovable, así como en la consolidación de su presencia en nuevos mercados. Para ello, la empresa llevó a cabo un rebranding de la marca, que incluyó no solo un cambio en su aspecto visual, sino también en el nombre, pasando de Greening Group a Greening, el color corporativo y otros elementos de identidad corporativa.

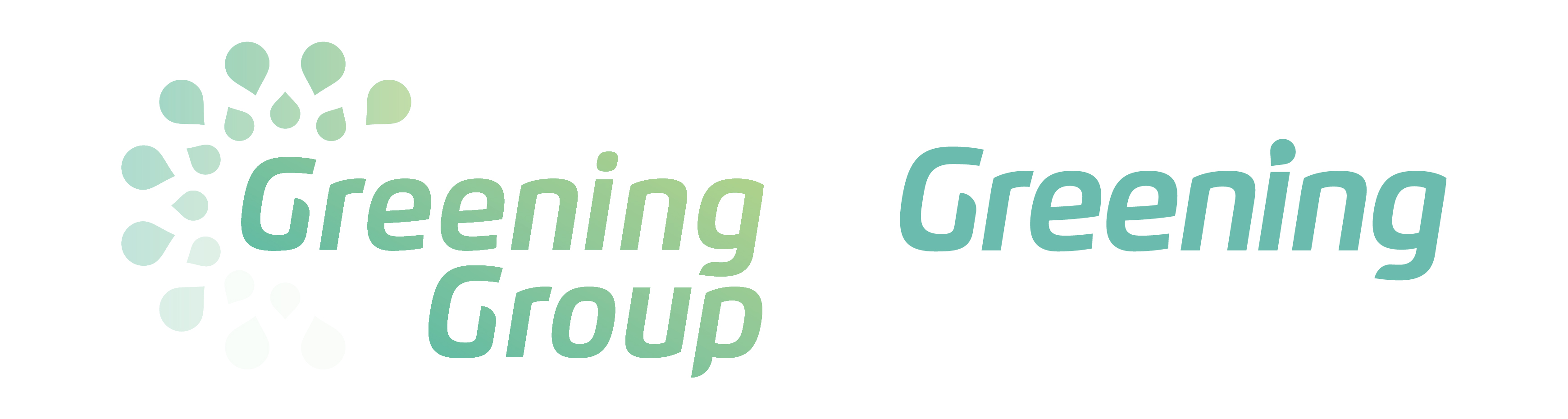
La imagen representa el cambio de la marca 'Greening Group' a su nueva identidad y logo bajo el nombre 'Greening'.

## Datos
Greening está compuesto por siete compañías empleando a 800 personas, de las que 350 trabajan en Granada. Su facturación alcanzó los 18 millones de euros en 2021, los 60 millones de euros en 2022 y los 100,6 millones de euros en 2023.
Greening cuenta con cuatro oficinas en Europa (España, Italia, Francia y Alemania), dos en América (Estados Unidos y México) y una en África (Marruecos). Además de la sede central en Granada (España).

## Líneas de negocio
Greening está formada por tres líneas de negocio: soluciones energéticas, generación energética y comercialización de energía.
La empresa está compuesta por siete compañías, cada una especializada en una de estas áreas de servicio: 
Greening Investments: Promoción, financiación, gestión y explotación de instalaciones de producción de energía renovable.  
Greening Solutions: Diseño, ingeniería, construcción y mantenimiento de instalaciones energéticas. 
Greening O&M: Operación y mantenimiento de instalaciones energéticas.  
Greening Relive: Reciclaje de módulos FV y residuos eléctricos. 
Greening Aqua: Diseño, construcción, investigación, explotación y asesoramiento técnico de infraestructuras hidráulicas.  
Greening Products: Fabricación de estructuras para instalaciones fotovoltaicas.  
Greening Energy: Comercialización de energía. 

## Información financiera
Resultados Financieros 2023:
- EBITDA: 10,2 millones de euros (triplicado respecto a 2022).

- Facturación: 100,6 millones de euros (incremento de 2,5 veces).

- Beneficio antes de impuestos: 5,6 millones de euros (79,2 % más que en 2022).

- Cartera firmada para 2024: 235 millones de euros (76 % internacional).[10]

Crecimiento por Áreas de Negocio:
- Soluciones: Crecimiento del 137%, alcanzando 94,7 millones de euros.[10][12]

- Generación: Ingresos de 9,3 millones de euros.

- Comercialización: Incremento a 80 GWh.

- Productos: Ingresos de 15,3 millones de euros, con un crecimiento del 104%.

## Cronología
- 2011: Fundación de la empresa[2] y creación de la sede en Granada con un foco en Andalucía y desarrollo de los primeros proyectos de energía renovable.

- 2012: Crecimiento en el sector del autoconsumo fotovoltaico y apertura de nuevas oficinas en el Centro de Ingeniería y Control Remoto (IRC) de Granada.

- 2013: Apertura de la sede de Marruecos. Creación de la compañía Agua y Energía de Granada (AEGRA). Primer Premio al Proyecto Emprendedor Junta de Andalucía otorgado por la Escuela de Organización Industrial (EOI).

- 2014 - 2016: Inicio de proyectos de modernización de sistemas de regadío. Desarrollo de instalaciones fotovoltaicas en estructuras flotantes. Greening-E comienza el proyecto de Ciudad Sostenible de Fez (Marruecos) para la generación de electricidad para una población de 1,2 millones de habitantes.

- 2017 - 2018: Apertura de oficinas en Barcelona (España). Construcción de las primeras instalaciones fotovoltaicas en estructuras flotantes en Andalucía. Ejecución del proyecto de instalación fotovoltaica de autoconsumo en Marruecos (618 KWp).

- 2019: Apertura oficinas en México. Desarrollo de un proyecto de autoconsumo fotovoltaico en Sevilla, Andalucía con potencia de 2,4 MWp.

- 2020-2022: Traslado de la sede en Granada al Polígono El Florío.  Apertura de Greening Italia con sede en Roma.[13] Lanzamiento de Lidera Energía, como comercializadora de energía. Entrada en Estados Unidos y Alemania. [14]Cierre de primeras comunidades energéticas: Cooperativa La Palma y Asociación de Empresarios Juncaril. Cierre de primeros proyectos modelo Power Purchase Agreement (PPA). Fundación de Greening Relive[15]

- 2023: Salida a bolsa en el BME Growth.[12]Entrada en Francia.[14]Lanzamiento de la línea de biometano.

- 2024: Presentación del Plan de Negocio 2026. Aprobación por parte de la Junta de Accionistas de la nueva denominación de la sociedad.[16] Consolidación en Europa y Norteamérica.[17] Greening es el elegido por Zelestra para la construcción de una planta fotovoltaica de 60MW en Estados Unidos.[17]